# Großsteingrab Emmerdennen
Das Großsteingrab Emmerdennen ist eine megalithische Grabanlage der jungsteinzeitlichen Westgruppe der Trichterbecherkultur in Emmen in der niederländischen Provinz Drenthe. Es trägt die Van-Giffen-Nummer D45.

## Lage
Das Grab befindet sich östlich des Stadtzentrums von Emmen im Waldgebiet Emmerdennen und ist über einen Waldweg erreichbar. In der näheren Umgebung gibt es zahlreiche weitere Großsteingräber. 1,4 km westlich befindet sich das Großsteingrab Emmen-Schimmeres (D43), 1,8 km westnordwestlich das Großsteingrab Emmen-Noord (D41), 2,1 km ostsüdöstlich das Großsteingrab Angelslo-Noord (D46), 2,3 km ostsüdöstlich das Großsteingrab Angelslo-Zuid (D47), 2,5 km westlich das Großsteingrab Westenesch (D44), 2,5 km nordnordöstlich die drei Großsteingräber bei Emmerveld (D38–D40) und 2,6 km westlich das Großsteingrab Westenesch-Noord (D42).

## Forschungsgeschichte

### 18. und 19. Jahrhundert
Die Existenz des Grabes wurde erstmals auf der zwischen 1788 und 1792 entstandenen Hottinger-Karte erwähnt. 1809 wurde es vom holländischen König Ludwig Napoleon und dem Landdrost von Drenthe, Petrus Hofstede, besucht. Hofstede hoffte, den König für den Erhalt der Großsteingräber in Drenthe begeistern zu können. Bei diesem Besuch soll der König hoch zu Pferd auf dem größten Deckstein des Grabes posiert haben. Leonhardt Johannes Friedrich Janssen, Kurator der Sammlung niederländischer Altertümer im Rijksmuseum van Oudheden in Leiden, besuchte 1847 einen Großteil der noch erhaltenen Großsteingräber der Niederlande, darunter auch das Grab von Emmerdennen, und publizierte im folgenden Jahr das erste Überblickswerk mit Baubeschreibungen und schematischen Plänen der Gräber. 1870 wurde das Grab unsachgemäß restauriert. Janssens Nachfolger Willem Pleyte unternahm 1874 zusammen mit dem Fotografen Jan Goedeljee eine Reise durch Drenthe und ließ dort erstmals alle Großsteingräber systematisch fotografieren. Auf Grundlage dieser Fotos fertigte er Lithografien an. Conrad Leemans, Direktor des Rijksmuseums, unternahm 1877 unabhängig von Pleyte eine Reise nach Drenthe. Jan Ernst Henric Hooft van Iddekinge, der zuvor schon mit Pleyte dort gewesen war, fertigte für Leemans Pläne der Großsteingräber an. Leemans’ Bericht blieb allerdings unpubliziert. 1878 erfolgte eine erste Untersuchung durch William Collings Lukis und Henry Dryden, die auf Anregung von Augustus Wollaston Franks die Provinz Drenthe bereisten und dabei sehr genaue Grundriss- und Schnittzeichnungen von 40 Großsteingräbern anfertigten. 1885 wurde es schwer beschädigt.

### 20. und 21. Jahrhundert
Zwischen 1904 und 1906 dokumentierte der Mediziner und Amateurarchäologe Willem Johannes de Wilde alle noch erhaltenen Großsteingräber der Niederlande durch genaue Pläne, Fotografien und ausführliche Baubeschreibungen. Seine Aufzeichnungen zum Grab von Emmerdennen sind allerdings verloren gegangen. 1918 dokumentierte Albert Egges van Giffen die Anlage für seinen Atlas der niederländischen Großsteingräber. 1957 wurde es durch van Giffen archäologisch untersucht und restauriert. Seit 1983 ist die Anlage ein Nationaldenkmal (Rijksmonument). 2017 wurde die Anlage zusammen mit den anderen noch erhaltenen Großsteingräbern der Niederlande in einem Projekt der Provinz Drente und der Reichsuniversität Groningen von der Stiftung Gratama mittels Photogrammetrie in einem 3D-Atlas erfasst.

## Beschreibung

### Architektur
Bei der Anlage handelt es sich um ein großes, ostnordost-westsüdwestlich orientiertes Ganggrab, das auf einer Düne errichtet wurde. Von der ovalen Umfassung sind noch 13 Steine erhalten, die bei der Restaurierung im Jahr 1957 wieder aufgerichtet wurden. Weiterhin wurden die Standlöcher von 25 fehlenden Steinen mit Beton ausgegossen. Van Giffens Rekonstruktion der Umfassung blieb nicht unumstritten, da mehrere Steine direkt dort aufgerichtet wurden, wo sie lagen, auch wenn van Giffen dort keine Standlöcher feststellen konnte.
Die Grabkammer hat einen ovalen Grundriss. Sie hat eine Länge von 18,5 m und eine Breite von 4,5 m. Sie besteht aus neun Wandsteinen an der nördlichen und elf an der südlichen Langseite sowie je einem Abschlussstein an den Schmalseiten. Von den ursprünglich neun Decksteinen sind sechs erhalten, die drei östlichen fehlen. Einer der Decksteine weist eine Reihe von Keillöchern auf. Das Innere der Kammer war bei van Giffens Untersuchung bereits vollständig leergeräumt. An der Mitte der südlichen Langseite befindet sich der Zugang zur Kammer. Diesem war ursprünglich ein Gang aus wahrscheinlich zwei Wandsteinpaaren vorgelagert. Nur ein Wandstein des Gangs ist noch erhalten, das Standloch des gegenüberliegenden wurde mit Beton ausgegossen.
Friedrich Laux stellte die Theorie auf, dass die Grabkammer in zwei Phasen errichtet wurde, von denen die erste nur aus den beiden östlichsten Wandsteinpaaren, den zugehörigen Decksteinen und dem östlichen Abschlussstein bestand. Jan Albert Bakker hält dies aber für unwahrscheinlich, da diese Steine am Hang der Düne und nicht auf ihrer Spitze stehen.

### Bestattungen
Aus dem Grab stammen geringe Reste von Leichenbrand. Die geborgene Menge betrug 28,2 g. Die Knochen gehörten zu einem Individuum, dessen Sterbealter und Geschlecht sich nicht mehr bestimmen ließen.

### Beigaben
Im Grab wurden auch geringe Reste von verbrannten Tierknochen sowie ein unverbrannter Rinderknochen gefunden. Die geborgene Menge betrug 20 g. Unter den Knochen befand sich ein Stück, das möglicherweise als Meißel verwendet worden war.